# Argentijnse tango

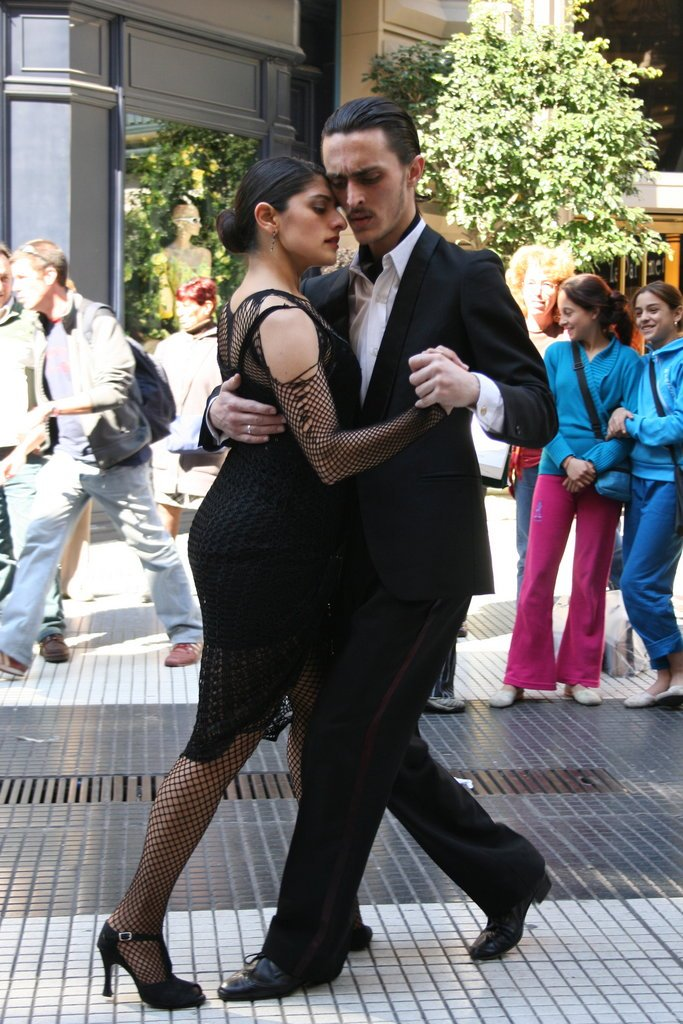
Tango in de straten van Buenos Aires

Argentijnse tango is een stijl in muziek, dans en poëzie die eind 19e eeuw ontstond aan de Río de la Plata (Buenos Aires en Montevideo). Uit de Argentijnse tango is de ballroomtango ontstaan. Hoewel de twee dansen overeenkomsten hebben, zijn het verschillende dansen; ze verschillen onder andere van muziek en van karakter.

## Geschiedenis
De exacte oorsprong van de tango is niet duidelijk. Zeker is wel dat zij eind 19e eeuw is ontstaan aan de oevers van de Rio de la Plata, in Buenos Aires in Argentinië en Montevideo in Uruguay. Daar vermengde de dans en muziek van nakomelingen van zwarte slaven zich met die van seizoenarbeiders en immigranten uit Europa (de helft uit Italië en een derde uit Spanje) en van gaucho's, Zuid-Amerikaanse cowboys, die op zoek naar werk naar de stad waren getrokken.
Al in de periode 1890-1900, toen ook de eerste tangomuziek van betekenis in Buenos Aires ontstond, gingen mensen 's avonds naar zaaltjes, cafés of bordelen, of gewoon naar een hoek van twee kruisende straten, om te dansen. In die begintijd waren het vooral de mannen die samen bepaalde danspassen bedachten en uitprobeerden, in stijlen die orillero of canyengue werden genoemd. Zij werden hierbij slechts begeleid door twee muzikanten met een gitaar, fluit of viool. Niet zelden leidde een tango tot ruzie en messentrekkerij.
Buenos Aires groeide enorm aan het begin van de 20e eeuw en het aantal mensen dat zich tot de tango voelde aangetrokken groeide mee. Muzikale ensembles werden talrijker, net zoals de dansgelegenheden. Er kwamen heuse zalen, waar men elke avond naar een milonga kon gaan. De muziek werd in die tijd altijd live uitgevoerd. Orkesten speelden avond aan avond. Ook de bandoneon had inmiddels zijn intrede gedaan en door de grote toeloop van het publiek moesten ook de orkesten groeien om gehoord te blijven worden, boven het geluid van pratende en dansende mensen. Er was namelijk nog geen elektronische versterking. Zo ontstond het orquesta típica.
In de gloriejaren van de tango in Buenos Aires, de jaren 1930-1950, leek het of iedere porteño aan tango deed. Het was een zeer belangrijk onderdeel van de eigen identiteit geworden. Men ging op zijn minst wekelijks een keer naar een milonga, maar ook de opkomst van de radio heeft hier een belangrijke rol in gespeeld.
Voordat de tango daadwerkelijk in Europa gedanst werd, heeft hij veel tegenstanders gehad, o.a. de Franse bisschoppen en vele artsen. Oorspronkelijk werd de tango in sommige kringen gezien als een ordinaire, vulgaire dans. In 1924 werd een gekuiste vorm van de tango in geheel Europa ingevoerd. Zo ontstond de ballroomtango.

## Populariteit
De originele Argentijnse tango werd pas in de jaren 1970 populair in Europa. In zo'n 40 steden in Nederland zijn er dansscholen en salons waar de tango geleerd kan worden. In Amsterdam zijn een wisselend aantal grotere en kleinere tangodansscholen gevestigd. Er kan elke avond worden gedanst in tangosalons en practica's, verder zijn er maandelijkse grotere tangosalons. In Amsterdam vond van 1998-2013 een groot internationaal festival, Tangomagia, plaats. Er zijn een paar keer per jaar tango-events die een aantal dagen duren. Sinds 2015 kent Nederland weer een Tangoclub waar live muziek centraal staat en in 2019 werd voor het eerst weer een Tangofestival georganiseerd.
Dansscholen oefenen in een aantal elementen, zoals de ocho (voorwaarts en achterwaarts), sandwich (ofwel "mordida"), giro, sacada, entrada, boleo, barrida of arrastre, colgada, gancho, volcada en molinete. De Spaanse namen worden gebruikt.

## Tango-orkest
Een klassiek tango-orkest bestaat doorgaans uit de volgende instrumenten:
In de orquesta tipica, de traditionele bezetting, spelen:
- twee of meer bandoneons
- piano
- twee of meer violen
- cello
- contrabas

In minder traditionele orkesten vindt men ook:
- drums
- elektrische gitaar
- mondharmonica
- dwarsfluit

Kenmerkend is onder andere de strakke (gestreken) bas. De melodie-instrumenten (bandoneon en piano) spelen vervolgens daar vrij overheen. Op te merken valt dat drums bijna nooit voorkomen in Argentijnse tangomuziek, en zelfs als storend ervaren worden; het is net typerend dat de andere instrumenten erg ritmisch bespeeld worden.

## Muziek

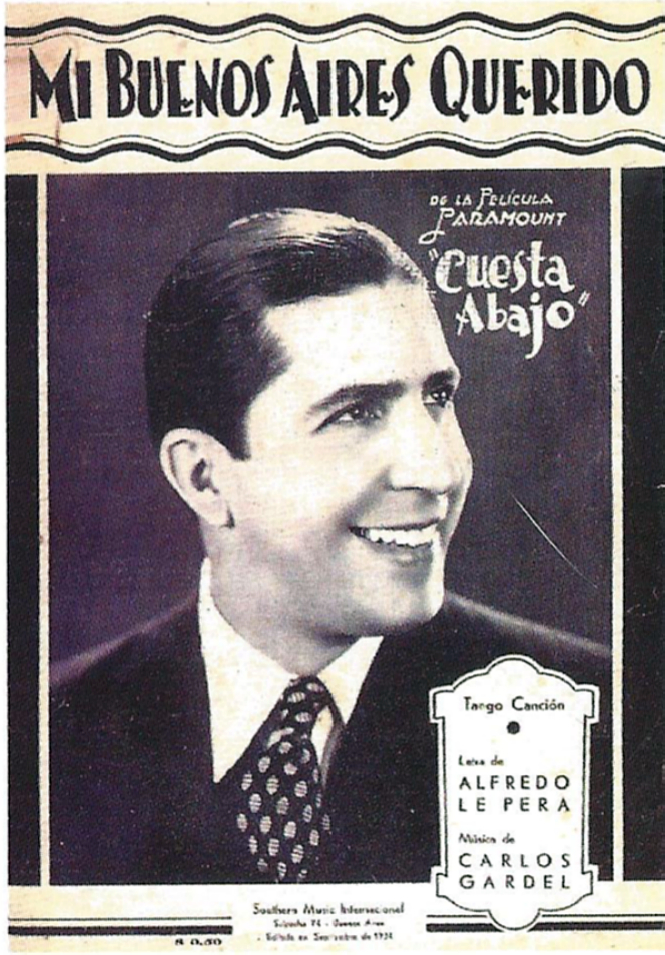
Carlos Gardel

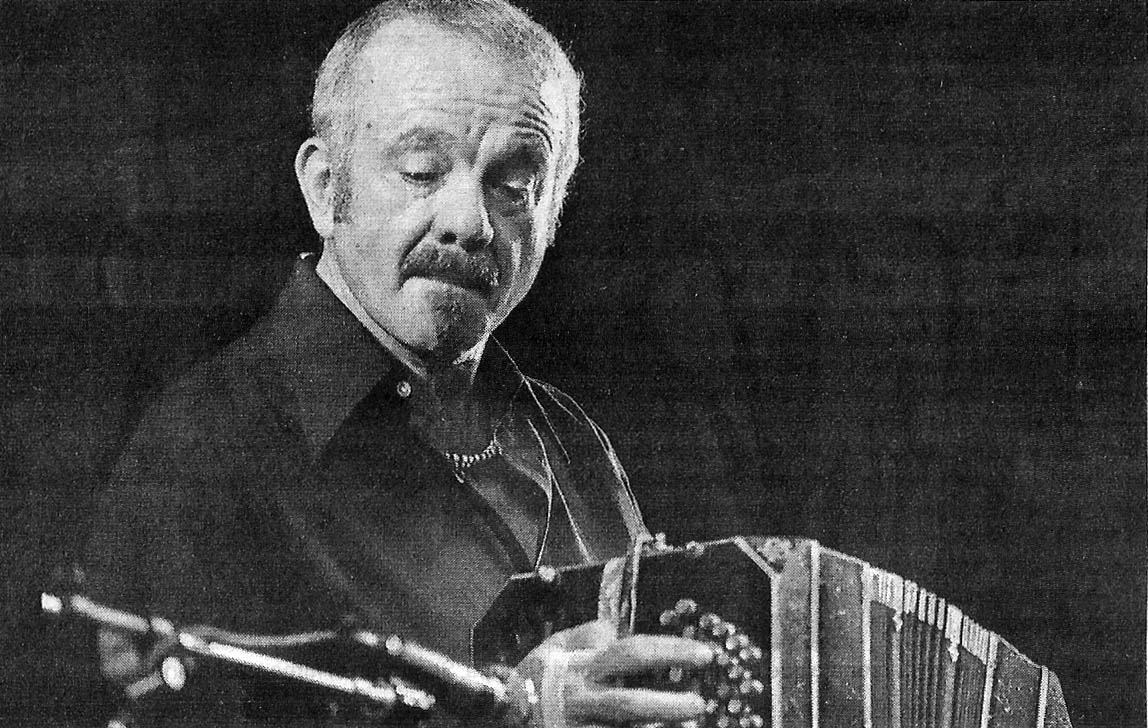
Astor Piazzolla

Carlos Gardel (1890-1935) werd "de koning van de Argentijnse tango" genoemd. Voor velen is hij de belichaming van de ziel van de tangostijl uit Buenos Aires aan het begin van de 20e eeuw. Zijn muzikaliteit uitte zich door zijn sonore baritonstem en de vele honderden tango's van drie minuten die hij opnam. Toen hij stierf door een vliegtuigongeluk nam zijn populariteit pas echt mythische vormen aan. Andere bekende orkestleiders en bands in de muziekgeschiedenis van de Argentijnse tango zijn Ástor Piazzolla, Osvaldo Pugliese, Aníbal Troilo en Gotan Project.
Tangomuziek is in beweging. Na Piazzolla's tango nuevo ontstond er eind 20e eeuw de Neotango. Wat dat inhoudt, weet niemand echt, maar de meesten gaan ervan uit dat het nieuw is (dat gold ook voor Tango Nuevo zoals Piazzolla zijn muziek noemde. Enkele kenmerken zijn de invloed van house en latin, een dubbel tempo en percussie (die in de klassieke tango verdwenen is en nu alleen nog voorkomt als houten paneeltje op de bandoneon).